# Germán Arangio
Germán Arangio (* 23. Mai 1976 in Buenos Aires) ist ein argentinischer Fußballspieler auf der Position eines Stürmers.

## Laufbahn
Arangio begann seine Profikarriere beim Racing Club.
Bereits im Alter von 20 Jahren wechselte er in die höchste mexikanische Liga, in der er vier Jahre lang bei den Toros Neza unter Vertrag stand. Nachdem die Toros im Sommer 2000 den Weg in die Zweitklassigkeit antreten mussten, wechselte Arangio für die Saison 2000/01 zum Lokalrivalen Atlante. Für die darauffolgende Saison 2001/02 unterschrieb Arangio erneut bei den noch immer zweitklassigen Toros und wechselte anschließend zum Ligakonkurrenten CD Zacatepec.
2003 verschlug es Arangio in die Vereinigten Arabischen Emirate, wo er für den Emirates Club spielte.
Nach einigen kurzzeitigen Stationen zwischen Mitte 2005 und Ende 2008 in diversen Ländern Südamerikas kehrte Arangio noch einmal nach Mexiko zurück, wo er seine aktive Laufbahn im ersten Halbjahr 2009 bei den Albinegros de Orizaba ausklingen ließ.